# 불변화명사
불변화명사(영어: Noun particle)는 명사의 존재를 나타내거나 표시하는 형태소이다.

## 한국어의 불변화사
한국어의 불변화사는 후치사로, 표시 한 단어 뒤에 온다는 점에서 영어의 전치사와 다르다.
- 예시 #1: 새가 지붕 위에 있어요.

불변화사 "위에"는 "지붕"을 꾸며준다.